# Symplocos debilis
Symplocos debilis là một loài thực vật có hoa trong họ Dung. Loài này được B.Ståhl miêu tả khoa học đầu tiên năm 1994.